# Spirou ou l'espoir malgré tout
Spirou ou l’espoir malgré tout (ou « Spirou – L’espoir malgré tout » selon les éditions) est une série de bande dessinée écrite et illustrée par Émile Bravo. Publiée à partir de 2018, et dérivée de Spirou et Fantasio et de la série Le Spirou de…, Spirou ou l’espoir malgré tout fait suite à l’album Le Journal d'un ingénu du même auteur. Les livres mettent en scène les personnages de Spirou et Fantasio durant la Seconde Guerre mondiale en Belgique.

## Synopsis
Bruxelles, janvier 1940. Spirou, jeune groom du Moustic hôtel, retrouve son ami Fantasio. Devenu soldat, celui ci est affecté à la forteresse Eben-Emael, pièce maîtresse de la défense de la Belgique en cas d'attaque allemande.
Par ailleurs, Spirou est heureux de recevoir des nouvelles de son amoureuse Kassandra qui lui écrit de Russie…
L'histoire suivra le déroulement de la Seconde Guerre mondiale en Belgique, de l'occupation à la libération.

## Albums
Album précédant la série :
- Le Journal d'un ingénu, Dupuis, avril 2008 (réédité en octobre 2018)
Scénario et dessin : Émile Bravo - Couleurs : Delphine Chedru -  (ISBN 9791034735457)

Spirou ou l'espoir malgré tout :
- 1. Première partie : Un mauvais départ, Dupuis, juillet 2018
Scénario et dessin : Émile Bravo - Couleurs : Fanny Benoît -  (ISBN 9782800160986)
- 2. Deuxième partie : Un peu plus loin vers l'horreur, Dupuis, octobre 2019
Scénario et dessin : Émile Bravo - Couleurs : Fanny Benoît -  (ISBN 9791034731626)
- 3. Troisième partie : Un départ vers la fin, Dupuis, octobre 2021
Scénario et dessin : Émile Bravo - Couleurs : Fanny Benoît -  (ISBN 9791034731633)
- 4. Quatrième partie : Une fin et un nouveau départ, Dupuis, mai 2022
Scénario et dessin : Émile Bravo - Couleurs : Fanny Benoît -  (ISBN 9791034731640)

## Prix et distinctions
- 2020 : Sélection Festival d'Angoulême catégorie Jeunes Adultes[1] pour Spirou ou l'espoir malgré tout, t. 2
- 2021 :  "Mention" Prix BolognaRagazzi, catégorie Comics - Young Adult[2], Foire du livre de jeunesse de Bologne  pour Spirou ou l'espoir malgré tout, tome 1 : Un mauvais départ.
- 2022 : Prix de la série au Festival d'Angoulême 2022[3]